# Kabupaten de Siak
 (octobre 2023).
Si vous disposez d'ouvrages ou d'articles de référence ou si vous connaissez des sites web de qualité traitant du thème abordé ici, merci de compléter l'article en donnant les références utiles à sa vérifiabilité et en les liant à la section « Notes et références ».
Pour les articles homonymes, voir Siak.
Le kabupaten de Siak, en indonésien Kabupaten Siak, est un kabupaten de la province de Riau, détaché de celui de Bengkalis. Son chef-lieu est Siak Sri Indrapura.

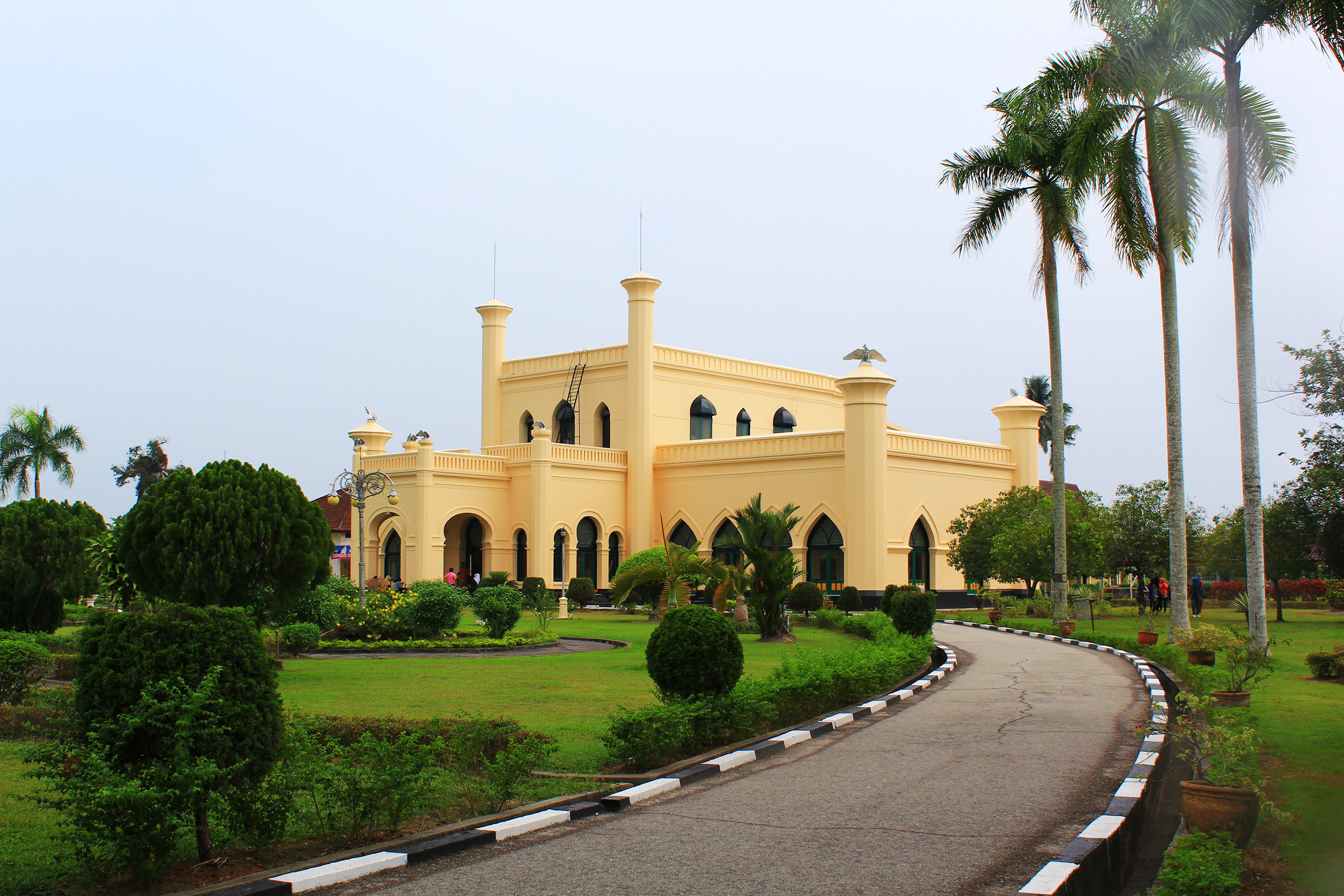
Palais du Sultanat de Siak